# Nogometni Klub Hrvatski Dragovoljac
El Nogometni Klub Hrvatski Dragovoljac es un club de fútbol croata de la ciudad de Novi Zagreb. Fue fundado en 1975 y juega en la Druga HNL.

## Historia
Fue fundado en el año 1975 y ha llevado varios nombre a lo largo de su historia, los cuales han sido:
- NK Trnsko '75 (1975–1976)
- ONK Novi Zagreb (1976–1990)
- NK Novi Zagreb (1990–1994)
- NK Hrvatski Dragovoljac (1994–presente)

## Palmarés
- Druga HNL: 2

2012/13, 2020/2021

## Participación en competiciones de la UEFA
| Temporada | Torneo        | Ronda   | Club            | Casa | Visita | Global |
| --------- | ------------- | ------- | --------------- | ---- | ------ | ------ |
| 1997–98   | Intertoto Cup | Grupo 2 | Bastia          | 0–1  | –      | –      |
| 1997–98   | Intertoto Cup | Grupo 2 | Silkeborg       | –    | 0–5    | –      |
| 1997–98   | Intertoto Cup | Grupo 2 | Ebbw Vale       | 4–0  | –      | –      |
| 1997–98   | Intertoto Cup | Grupo 2 | GAK             | –    | 3–1    | –      |
| 1998–99   | Intertoto Cup | 1       | Lyngby Boldklub | 1–4  | 1–0    | 2–4    |
| 1999–2000 | Intertoto Cup | 1       | Newry City FC   | 1–0  | 0–2    | 1–2    |

### Récord europeo
| Torneo             | J | G | E | P | GF | GC | Última aparición |
| ------------------ | - | - | - | - | -- | -- | ---------------- |
| UEFA Intertoto Cup | 8 | 4 | 0 | 4 | 10 | 13 | 1999             |
| Total              | 8 | 4 | 0 | 4 | 10 | 13 |                  |

- Fuente:[1]

### Récords Individuales en competiciones de la UEFA
- Más apariciones en competiciones de la UEFA: 8 apariciones[2]
  -  Nikica Miletić
- Máximo goleador en competiciones de la UEFA: 2 goles[2]
  -  Mario Bazina
  -  Neno Katulić

## Entrenadores Desde el 2006
- Gordan Ciprić (2006–07)
- Stjepan Cordas (julio de 2007)
- Vjekoslav Lokica (julio de 2007–mayo de 2008)
- Albert Pobor (octubre de 2008–septiembre de 2009)
- Damir Muzek (septiembre de 2009–marzo de 2010)
- Davor Mladina (marzo de 2010–septiembre de 2010)
- Damir Biskup (interino) (septiembre de 2010–octubre de 2010)
- Ivan Pudar (octubre de 2010–noviembre de 2010)
- Davor Mladina (noviembre de 2010–julio de 2011)
- Damir Biskup (julio de 2011–agosto de 2011)
- Stjepan Cordas (agosto de 2011–septiembre de 2011)
- Zdenko Glumac (septiembre de 2011–noviembre de 2011)
- Dinko Vulelija (noviembre de 2011–diciembre de 2011)
- Kresimir Sunara (diciembre de 2011–marzo de 2013)
- Kresimir Ganjto (marzo de 2013)
- Davor Mladina (2013–2014)
- Roy Ferenčina (2014–2015)
- Besnik Prenga (2015)
- Iztok Kapušin (2015)
- Dean Klafurić (2019)

## Jugadores

### Jugadores destacados
- Blaž Slišković
- Ante Jazić
- Robert Prosinečki
- Vladimir Vasilj
- Boris Živković
- Željko Kopić